# Superprestige 1998-1999
Navigation
1997-1998 1999-2000
La 17e édition du Superprestige s'est déroulée entre les mois d'octobre 1998 et février 1999. Elle comprenait onze manches disputées par les élites. Le classement général a été remporté par Sven Nys.

## Barème
Les 15 premiers de chaque course marquent des points pour le classement général suivant le tableau suivant :
| Position           | 1er | 2e | 3e | 4e | 5e | 6e | 7e | 8e | 9e | 10e | 11e | 12e | 13e | 14e | 15e |
| Classement général | 15  | 14 | 13 | 12 | 11 | 10 | 9  | 8  | 7  | 6   | 5   | 4   | 3   | 2   | 1   |

## Hommes élites

### Résultats
| #  | Date        | Lieu                                                     | Vainqueur          | Deuxième            | Troisième          | Leader du classement général |
| -- | ----------- | -------------------------------------------------------- | ------------------ | ------------------- | ------------------ | ---------------------------- |
| 1  | 24 octobre  | Ruddervoorde (Cyclo-cross de Ruddervoorde)               | Sven Nys           | Richard Groenendaal | Mario De Clercq    | Sven Nys                     |
| 2  | 15 novembre | Gavere (Cyclo-cross d'Asper-Gavere)                      | Mario De Clercq    | Sven Nys            | Bart Wellens       | Sven Nys                     |
| 3  | 22 novembre | Sint-Michielsgestel (Cyclo-cross de Sint-Michielsgestel) | Sven Nys           | Mario De Clercq     | Wim de Vos         | Sven Nys                     |
| 4  | 29 novembre | Gieten (Cyclo-cross de Gieten)                           | Sven Nys           | Richard Groenendaal | Bart Wellens       | Sven Nys                     |
| 5  | 8 décembre  | Silvelle (GP Selle Italia)                               | Sven Nys           | Daniele Pontoni     | Adrie van der Poel | Sven Nys                     |
| 6  | 13 décembre | Overijse (Druivencross)                                  | Erwin Vervecken    | Mario De Clercq     | Bart Wellens       |                              |
| 7  | 23 décembre | Hoogstraten (Vlaamse Aardbeiencross)                     | Bart Wellens       | Erwin Vervecken     | Daniele Pontoni    |                              |
| 8  | 27 décembre | Diegem (Cyclo-cross de Diegem)                           | Sven Nys           | Bart Wellens        | Adrie van der Poel |                              |
| 9  | 30 décembre | Surhuisterveen (Centrumcross)                            | Mario De Clercq    | Sven Nys            | Bart Wellens       |                              |
| 10 | 24 janvier  | Wetzikon (GP Wetzikon)                                   | Sven Nys           | Adrie van der Poel  | Mario De Clercq    |                              |
| 11 | 7 février   | Harnes (Cyclo-cross de Harnes)                           | Adrie van der Poel | Sven Nys            | Mario De Clercq    | Sven Nys                     |

### Classement général
| Pos | Coureur             | Points |
| --- | ------------------- | ------ |
| 1   | Sven Nys            | 154    |
| 2   | Bart Wellens        | 124    |
| 3   | Adrie van der Poel  | 123    |
| 4   | Mario De Clercq     | 122    |
| 5   | Erwin Vervecken     | 86     |
| 6   | Ben Berden          | 84     |
| 7   | Richard Groenendaal | 84     |
| 8   | Radomír Šimůnek sr. | 76     |
| 9   | Peter Van Santvliet | 69     |
| 10  | Daniele Pontoni     | 56     |